# Leofa curtulus
Leofa curtulus är en insektsart som beskrevs av Victor Ivanovitsch Motschulsky 1863. Leofa curtulus ingår i släktet Leofa och familjen dvärgstritar. Inga underarter finns listade i Catalogue of Life.